# Paulo Fernando Rangel
Paulo Fernando Rangel de Lima (Paulo Afonso, 7 de março de 1961) mais conhecido como Paulo Rangel ou simplesmente Rangel é um ex-político brasileiro e atual conselheiro do Tribunal de Contas dos Municípios da Bahia, nomeado em março de 2024 pelo então governador Jerônimo Rodrigues.
Nas eleições de 2022, foi reeleito deputado estadual pela Bahia.
Técnico em Eletrônica, foi filiado ao Partido dos Trabalhadores de 1982 até 2024, ano de sua nomeação como conselheiro. Suplente de deputado federal, assumiu de 1.º a 30 de janeiro de 2003. Suplente de deputado estadual, efetivado em 2005 e reeleito por cinco mandatos, exercendo o último até 7 de março de 2024.
No dia 8 de março de 2024 assumiu a vaga de conselheiro do TCM-BA deixada pelo então conselheiro Fernando Vita, que aposentou-se compulsoriamente, após 20 anos no cargo, no final de 2023.